# La isla vertical
La isla vertical es una novela del autor y cineasta cubano Miguel Coyula escrita entre 2005 y 2021. Fue publicada en 2022 por Ediciones Deslinde en Madrid.

## Argumento
Después de un aparente desastre climático, la mitad de un rascacielos y sus residentes quedan atrapados en medio del océano. Marcos es un joven neurótico con rasgos sociopáticos, que se debate entre escapar o permanecer en el mismo edificio que también habitan Malva, una joven mutante, objeto de sus desvaríos eróticos y su hermana Malu.
La narración de corte existencialista, incluye múltiples voces narrativas, donde se intercalan cartas del padre de Marcos, el diario del propio Marcos, y un cínico narrador omnisciente de dudosa identidad. Su trama está presentada como futuro hipotético del universo de la novela Mar rojo, mal azul y de las películas Cucarachas Rojas, y Corazón Azul.

## Controversia
Durante su polémico lanzamiento en Madrid, el presentador Lester Álvarez Meno la criticó por referenciar negativamente en cuatro cuartillas a los líderes de la resistencia cívica cubana Luis Manuel Otero Alcántara y Tania Bruguera. Posteriormente, Álvarez publicó un texto donde señala que Coyula “no debe esforzarse tanto por destruir un mundo, un país, unas personas, ya de por sí en las ruinas, y debe dedicarse mejor a borrar las trazas de sus referencias y frustraciones”  El crítico cubano Ángel Pérez polemizó con el ensayo “Crónica de un Fracaso” expresando“Resulta mucho más productivo ver ahí, no solo otro accidente del grado de descomposición humana que llegó a la realidad impulsado por el otrora cambio democrático, antes un signo de malestar cultural. La alusión a esas voces de la nueva civilidad cubana, extraen una preocupación hacia la incapacidad política de la nueva oposición para acceder a una orgánica articulación.” Por su parte, Miguel Coyula amplía sobre el hecho que inspiró esta sección de la novela en el ensayo “Hambre por un arte inútil en Cuba”  donde el autor cuestiona la veracidad de la huelga de hambre anunciada por Luis Manuel Otero Alcántara durante el aislamiento colectivo del Movimiento San Isidro y la instrumentalización de su figura desde el exilio a partir de su encarcelamiento del 11J. La presentación de la novela fue incluida en el documental Crónicas del Absurdo (2024). En un texto publicado sobre el mismo en la revista Rialta, el crítico Dean Luis Reyes opina “el cineasta se enzarza en una discusión con el presentador, el artista Lester Álvarez, quien hace una lectura explícitamente literal de la trama de ficción y objeta operaciones ficcionales que aluden a figuras muy visibles de la sociedad civil cubana del presente. Esa literalidad es, desde la perspectiva de Coyula, una traza de las políticas de corrección del acto expresivo que heredamos los cubanos. Pero es, de paso, una evidencia de la sospecha sembrada en el campo cultural, que se manifiesta a menudo como residuo de la paranoia que nos acompaña y deriva del dolor incubado por décadas de prohibiciones y anulación de unas voces a favor de otras. Quizás sea este pasaje, el séptimo de Crónicas del absurdo, el que mejor refracta las secuelas de las tensiones entre cultura y poder en Cuba, actuando como pozo incluso en los sujetos libres ya de la tutela de aquel mecanismo sancionador.”

## Recepción crítica
El ensayista cubano Luis Álvarez analizó la novela en la revista Árbol Invertido expresando: "El estilo narrativo de este texto es de una sobriedad aséptica y decidida: la palabra está despojada de elementos superfluos, incluso de indicios espaciales excesivos: es ante todo introspección y sobre todo búsqueda de una profunda, devoradora intimidad. No es el mundo de las cosas lo que interesa al autor. Coyula aporta un texto artístico de voluntad filosófica, donde el criterio de obsesión resulta de una fuerza temática deslumbrante y parece traernos a una discusión más que atrevida de nuestro presente."  En un ensayo publicado en Hypermedia Magazine, el académico mexicano Omar Corral se refiere a “la destreza en el manejo de la morfología y la precisión en elegir las palabras, que se confabulan tanto en sonido, como significado. La isla vertical se parece en eso a estar en el lugar y el momento preciso.”  La misma revista publicó una reseña donde Luis Roberto Gómez Alarcón señala “Me sorprenden los argumentos de Miguel Coyula y sobre todo la forma, las maneras de plasmar su belleza —no la belleza. La suya es de esencias.”  El crítico Ángel Pérez describe la novela como “…una agónica especulación existencial. Los atributos caracterológicos del personaje entroncan con una de las mejores virtudes de La isla vertical: Su composición narrativa. Marcada por una fecunda autoconciencia, y concebida como un collage abierto, capaz de admitir la orgánica confluencia de discursos y textualidades. Ese distintivo de la armazón evidencia una vez más el rigor creativo del autor.” 